# Circuit intégré à signaux mixtes

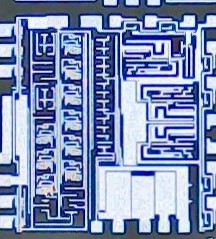
Circuit intégré (IC) à signaux mixtes

Un circuit intégré à signaux mixtes est un composant électronique intégrant des circuits analogiques et numériques,,,.  Ces composants sont utilisés dans de nombreuses applications de la vie courante, par exemple dans les téléphones mobiles.